# Jamadevi
Cette page contient des caractères thaïs. En cas de problème, consultez Aide:Unicode ou testez votre navigateur.
Jamadevi (thaï พระนางจามเทวี, pâli Camadevi), aussi connue sous les noms de Nang Chamthewi d'Hariphunchai, Channa Devi, Chamat Devi ou Chamadevi, est la première souveraine du royaume môn d'Hariphunchai (pâli Haripunjaya), dans le nord de l'actuelle Thaïlande. Elle aurait été fille du roi de Lavo (actuelle Lopburi) et aurait fondé Haripunchai (l'actuelle Lamphun) en 661 ou 750, en épousant l'ermite Suthep. Jamadevi donna naissance à des jumeaux, l'aîné Mahandayok lui succédant sur le trône de Lamphun, tandis que l'autre devenait roi de Lampang, un peu plus à l'est.
Selon la légende, Mahandayok aurait fondé à Lamphun en 755 le Wat Chama Devi, ou Wat Kukut. Une inscription mône du début du XIIe siècle attribue au roi Adichara (ou Adityaraja) la reconstruction du stûpa carré de brique et latérite actuel. Celui-ci a été reconstruit une nouvelle foi en 1218, sans doute sur les plans d'origine. Un autre stûpa, le Chedi Mahipol, est censé contenir les cendres de Jamadevi.
Il existe aussi à Lamphun une statue de Jamadevi, dans le parc public Nong Dok.